# Wang Zifei
Wang Zifei (chinesisch 王子菲; * 9. März 2007) ist eine chinesische Sportschützin und Jugendweltmeisterin. Sie ist Weltrekordhalterin im 10-m-Luftgewehr-Schießen (24 Schuss).

## Werdegang
Wang Zifei erzielte ihre erste internationale Medaille bei den Schieß-Juniorenweltmeisterschaften 2023 in Changwon, als sie 16-jährig zusammen mit ihren Landsfrauen Fan Xinyi und Zhang Jiale im 10-m-Luftgewehr-Mannschafts-Schießen einen neuen Jugend-Weltrekord mit 1892,0 Ringen aufstellten und Gold gewannen. Beim selben Turnier konnte Wang, dieses Mal mit Li Xiaoxue und Luo Shuang im 50-m-Kleinkaliber-liegend-Mannschafts-Schießen, erneut einen Jugend-Weltrekord brechen: mit 1866,8 Ringen holten sie sich die Goldmedaille. Wang fügte ihrem Auftritt in Changwon noch eine Silbermedaille im 10-m-Luftgewehr-Schießen hinzu.
Ein Jahr später konnte Wang bei den Schieß-Juniorenweltmeisterschaften 2024 in Lima erneut den 1. Platz in der Disziplin 10 m Luftgewehr belegen. Mit ihrem Landsmann Huang Liwanlin holte sie anschließend Gold im 10-m-Luftgewehr-Mixed-Schießen.
Bei den ersten drei World Cups der Saison 2025 konnte Wang ihre derzeitige Hochform unter Beweis stellen: beim Turnier in Buenos Aires konnte Wang mit 254,1 Ringen die Goldmedaille holen. Eine weitere Goldmedaille holte sie im Mixed-10-m-Schießen mit ihrem Landsmann Song Buhan. Nur zwei Wochen später beim World Cup in Lima erzielte sie 18-jährig mit 254,8 Ringen einen neuen Weltrekord und Junioren-Weltrekord und gewann erneut Gold. Dabei erzielte sie während der letzten 14 Eliminierungsschüsse mindestens 10,4 Ringe und acht mal 10,7. In Lima holten sich Wang und Song Buhan den dritten Platz im Mixed-Schießen. Beim dritten World Cup in München konnte Zifei sich erneut durchsetzen, in dem sie sich mit 0,1 Ringen Vorsprung vor Kwon Eun-ji die Goldmedaille sichern konnte.